# Philip Bradbourn
Philip Bradbourn, né le 9 août 1951 à Tipton (Royaume-Uni) et mort le 19 décembre 2014 à Royal Sutton Coldfield (Royaume-Uni), est un homme politique britannique, membre du Parti conservateur.

## Biographie
Philip Bradbourn meurt le 19 décembre 2014 à l'âge de 63 ans. Il est remplacé par Daniel Dalton au Parlement européen.